# Kaos (mitologija)
Kaos (grč. Χάος, Khaos) u grčkoj mitologiji primordijalno je božanstvo, beskrajan prostor iz kojega su nastali svjetlost i dan, tama i noć, a zatim i Zemlja, podzemni svijet i ljubav.

## Etimologija
Kaosovo ime ("provalija") dolazi od grčke riječi χαίνω, kaínô = "zijevati", od ie. korijena *gh(e)n-, a prijenosom značenja postaje "provalija koja zjapi", "bezdan", "kaos".

## Karakteristike
Kaos posjeduje tri glavne karakteristike:
- to je zaljev bez dna u kojem sve beskrajno pada, kontrast je Zemlji kao stabilnome tlu
- mjesto bez moguće orijentacije, sve pada u svim mogućim smjerovima
- prostor koji razdvaja, nakon što su se Zemlja i Nebo razdvojili, Kaos stoji između njih i dijeli ih.

## Mitologija
U starogrčkoj kozmologiji Kaos je bilo prvo što je postojalo, utroba iz koje je sve ostalo nastalo. U mitu stvaranja Pelazga Eurinoma, boginja svega, nastala je iz Kaosa, a potom od njeg stvorila Svemir.
U orfičkim mitovima Kaos je znan kao "utroba tame" iz koje se izleglo kozmičko jaje koje je sadržavalo svemir. Sličnost postoji i u mitologiji iz Mezopotamije - zmaj Tiamat iz Kaosa, od čijih se dijelova tijela formirao svijet.

### Teogonija
Prema Heziodovoj Teogoniji Kaos je bilo ništavilo iz kojeg su nastali prvi oblici postojanja. Prva Kaosova djeca bila su: Geja (Zemlja), Tartar (podzemni pakao), Nikta (Noć), Ereb (tama podzemlja) i Eros (seksualna ljubav).
Prvotna božanstva nastaju dijeljenjem od Kaosa, no poslije Geje gotovo sva božanstva koja su nastala dijeljenjem imaju negativan predznak (smrt, prijevara, itd...) i u većini slučajeva potječu od Nikte (tamne noći). Također božanstva nastala dijeljenjem gotovo nikada se ne udružuju s božanstvima nastalim parenjem.
Primjećuje se model reprodukcije, iz djelovanja dvaju bića, muškog i ženskog, u božanskom, a i u ljudskom društvu. Prvi odgovor mita na pitanje: Koji je uzrok ovome? postaje: Ovo je njegov otac i ovo je njegova majka.
Nakon Kaosa pojavljuje se Geja, vječna osnova bogova s Olimpa. Dijeljenjem ona stvara Urana (zvjezdano nebo), svog sina i muža, njoj jednakog da je prekriva, te Ponta (dubine mora i planinske vrhunce).
Parenjem s Uranom nastaju Okean (svjetski ocean) i Krije, te navedeni prvi naraštaj Titana, a s njima i posljednji, najmoćniji i najstrašniji Titan, Kron.

## Vanjske poveznice
- Kaos u klasičnoj literaturi i umjetnosti (engl.)
- Kaos u grčkoj mitologiji (engl.)